# Liste der Dreitausender im Weißkamm
Die Liste der Dreitausender im Weißkamm listet alle Dreitausender im Weißkamm in Tirol auf. Die sortierbare Tabelle enthält neben der Höhe und der genauen Lage (Koordinaten) auch die Parameter Dominanz und Schartenhöhe.

## Abgrenzung
Die Definition der Abgrenzung des Weißkamms von den benachbarten Gebirgskämmen ist (insbesondere am südlichen Ende) nicht immer einheitlich. Für diese Liste gelten die folgenden Abgrenzungen:
- Südliches Pollesjoch (zum Geigenkamm)
- Ölgrubenjoch (zum Kaunergrat)
- Weißseejoch (zum Glockturmkamm)
- Oberes Bärenbartjoch (zu den Planeiler Bergen)
- Quelljoch (zum Saldurkamm)
- Hochjoch (zum Schnalskamm)

## Gipfeldefinition
In der Tabelle werden sämtliche Gipfel über 3000 Meter Höhe berücksichtigt, die eine Schartenhöhe von mindestens 50 Metern aufweisen.
Gipfel, welche das obige Kriterium nicht erfüllen, werden auch nicht in der Liste geführt. Diejenigen davon, die offiziell benannt sind, finden sich in einer gesonderten Auflistung unterhalb der Tabelle. Insgesamt sieben unbenannte Gipfel erreichen dagegen unzweifelhaft eine Schartenhöhe von mehr als 50 Metern und werden deshalb in der Liste geführt (mit den provisorischen Bezeichnungen WK1 bis WK7):
- ein Gipfel südwestlich der Äußeren Schwarzen Schneid (WK4)
- vier Gipfel zwischen Mutkogel und Weißem Kogel (von Nord nach Süd: WK6, WK5, WK7 und WK2)
- ein Gipfel östlich der Hochvernagtwand (WK1)
- ein Gipfel östlich des Teufelsegg (WK3)

## Legende
- Rang: Rang, den der Gipfel unter den Dreitausendern einnimmt.
- Bild: Bild des Berges.
- Gipfel: Name des Gipfels.
- Höhe: Höhe des Berges in Metern über dem Meeresspiegel.
- Lage: Administrative Lage sowie Koordinaten des Gipfels
- Dominanz: Die Dominanz beschreibt den Radius des Gebietes, das der Berg überragt. Angegeben in Kilometern mit Bezugspunkt.
- Schartenhöhe: Die Schartenhöhe ist die Höhendifferenz zwischen Gipfelhöhe und der höchstgelegenen Einschartung, bis zu der man mindestens absteigen muss, um einen höheren Gipfel zu erreichen. Angegeben in Metern mit Bezugspunkt.

## Dreitausender im Weißkamm
Durch Anklicken des Symbols im Tabellenkopf sind die jeweiligen Spalten sortierbar.
| Rang | Bild | Gipfel                    | Höhe         | Lage                                | Dominanz                           | Schartenhöhe                                  |
| ---- | ---- | ------------------------- | ------------ | ----------------------------------- | ---------------------------------- | --------------------------------------------- |
| 1    |      | Wildspitze                | 3768 m ü. A. | Tirol 46° 53′ N, 10° 52′ O          | 48,5 km → Ortler                   | 2261 m ↓ Reschenpass                          |
| 2    |      | Weißkugel                 | 3738 m ü. A. | Tirol/Südtirol 46° 48′ N, 10° 44′ O | 14,5 km → Wildspitze               | 568 m ↓ Langtauferer Joch                     |
| 3    |      | Hinterer Brochkogel       | 3623 m ü. A. | Tirol 46° 53′ N, 10° 51′ O          | 0,9 km → Wildspitze                | 153 m ↓ Mitterkarjoch                         |
| 4    |      | Vorderer Brochkogel       | 3562 m ü. A. | Tirol 46° 52′ N, 10° 51′ O          | 1,2 km → Hinterer Brochkogel       | 162 m ↓ Vernagtjoch                           |
| 5    |      | Hochvernagtspitze         | 3535 m ü. A. | Tirol 46° 53′ N, 10° 48′ O          | 4,1 km → Hinterer Brochkogel       | 299 m ↓ Taschachjoch                          |
| 6    |      | Langtauferer Spitze       | 3528 m ü. A. | Tirol/Südtirol 46° 48′ N, 10° 45′ O | 1,4 km → Weißkugel                 | 172 m ↓ Weißkugeljoch                         |
| 7    |      | Innere Quellspitze        | 3514 m ü. A. | Tirol/Südtirol 46° 47′ N, 10° 44′ O | 0,4 km → Weißkugel                 | ca. 70 m ↓ Hintereisjoch                      |
| 8    |      | Weißseespitze             | 3498 m ü. A. | Tirol/Südtirol 46° 51′ N, 10° 43′ O | 5,0 km → Langtauferer Spitze       | 330 m ↓ Gepatschferner                        |
| 9    |      | Fluchtkogel               | 3494 m ü. A. | Tirol 46° 51′ N, 10° 48′ O          | 2,4 km → Hochvernagtspitze         | 253 m ↓ Gepatschjoch                          |
| 10   |      | Hintere Hintereisspitze   | 3485 m ü. A. | Tirol/Südtirol 46° 49′ N, 10° 46′ O | 2,3 km → Langtauferer Spitze       | ca. 270 m ↓ Kesselwandjoch                    |
| 11   |      | Petersenspitze            | 3472 m ü. A. | Tirol 46° 53′ N, 10° 50′ O          | 0,6 km → Hinterer Brochkogel       | 58 m ↓ Brochkogeljoch                         |
| 12   |      | Schwarzwandspitze         | 3466 m ü. A. | Tirol 46° 52′ N, 10° 47′ O          | 0,8 km → Hochvernagtspitze         | ca. 70 m ↓ Scharte zur Hochvernagtspitze      |
| 13   |      | Mittlere Hintereisspitze  | 3450 m ü. A. | Tirol 46° 50′ N, 10° 47′ O          | 0,9 km → Hintere Hintereisspitze   | ca. 95 m ↓ Scharte zur Ht. Hintereisspitze    |
| 14   |      | Hinterer Brunnenkogel     | 3438 m ü. A. | Tirol 46° 55′ N, 10° 52′ O          | 1,9 km → Schuchtkogel              | 272 m ↓ Mittelbergjoch                        |
| 15   |      | Vordere Hintereisspitze   | 3437 m ü. A. | Tirol 46° 50′ N, 10° 47′ O          | 0,8 km → Mittlere Hintereisspitze  | ca. 110 m ↓ Scharte zur Mttl. Hintereisspitze |
| 16   |      | Hochvernaglwand           | 3433 m ü. A. | Tirol/Südtirol 46° 49′ N, 10° 46′ O | 0,6 km → Hintere Hintereisspitze   | ca. 60 m ↓ Scharte zur Ht. Hintereisspitze    |
| 17   |      | Platteikogel              | 3426 m ü. A. | Tirol 46° 52′ N, 10° 51′ O          | 0,7 km → Vorderer Brochkogel       | ca. 60 m ↓ Scharte zum Vd. Brochkogel         |
| 18   |      | Ehrichspitze              | 3420 m ü. A. | Tirol 46° 51′ N, 10° 47′ O          | 1,5 km → Fluchtkogel               | ca. 110 m ↓ Scharte zum Fluchtkogel           |
| 19   |      | Kesselwandspitze          | 3414 m ü. A. | Tirol 46° 51′ N, 10° 48′ O          | 1,1 km → Fluchtkogel               | 102 m ↓ Unteres Guslarjoch                    |
| 20   |      | Weißer Kogel              | 3407 m ü. A. | Tirol 46° 53′ N, 10° 54′ O          | 2,1 km → Wildspitze                | 197 m ↓ Taufkarjoch                           |
| 21   |      | Hochvernagtwand           | 3400 m ü. A. | Tirol 46° 53′ N, 10° 48′ O          | 0,6 km → Hochvernagtspitze         | 97 m ↓ Sexegertenjoch                         |
| 22   |      | Vorderer Brunnenkogel     | 3396 m ü. A. | Tirol 46° 55′ N, 10° 51′ O          | 0,6 km → Hinterer Brunnenkogel     | ca. 60 m ↓ Scharte zum Ht. Brunnenkogel       |
| 23   |      | unbenannter Gipfel WK1    | 3372 m ü. A. | Tirol 46° 53′ N, 10° 49′ O          | 0,8 km → Hochvernagtwand           | ca. 60 m ↓ Scharte zur Hochvernagtwand        |
| 24   |      | Innere Schwarze Schneid   | 3367 m ü. A. | Tirol 46° 55′ N, 10° 55′ O          | 3,7 km → Weißer Kogel              | 293 m ↓ Scharte zum unb. Gipfel WK1           |
| 25   |      | Nördliche Sexgertenspitze | 3348 m ü. A. | Tirol 46° 53′ N, 10° 47′ O          | 0,4 km → Südliche Sexgertenspitze  | ca. 55 m ↓ Scharte zur Südl. Sexegertensp.    |
| 26   |      | Hintergraslspitze         | 3325 m ü. A. | Tirol 46° 52′ N, 10° 49′ O          | 1,1 km → Fluchtkogel               | ca. 80 m ↓ Scharte zum Fluchtkogel            |
| 27   |      | Mutkogel                  | 3309 m ü. A. | Tirol 46° 55′ N, 10° 55′ O          | 0,9 km → Innere Schwarze Schneid   | ca. 100 m ↓ Scharte zum Tiefenbachkogel       |
| 28   |      | Tiefenbachkogel           | 3307 m ü. A. | Tirol 46° 55′ N, 10° 55′ O          | 0,4 km → Mutkogel                  | 73 m ↓ Tiefenbachjoch                         |
| 29   |      | Rechter Fernerkogel       | 3300 m ü. A. | Tirol 46° 54′ N, 10° 53′ O          | 0,8 km → Hohe Wände                | ca. 95 m ↓ Scharte zu den Hohen Wänden        |
| 30   |      | Hintere Ölgrubenspitze    | 3295 m ü. A. | Tirol 46° 53′ N, 10° 47′ O          | 1,2 km → Nördliche Sexgertenspitze | 185 m ↓ Wannetjoch                            |
| 31   |      | Rofenbergköpfe            | 3279 m ü. A. | Tirol 46° 48′ N, 10° 47′ O          | 2,8 km → Langtauferer Spitze       | ca. 155 m ↓ Scharte zur Inneren Quellspitze   |
| 32   |      | Linker Fernerkogel        | 3277 m ü. A. | Tirol 46° 55′ N, 10° 55′ O          | 0,7 km → Tiefenbachkogel           | ca. 120 m ↓ Scharte zum Tiefenbachkogel       |
| 33   |      | unbenannter Gipfel WK2    | 3273 m ü. A. | Tirol 46° 54′ N, 10° 55′ O          | 0,7 km → Weißer Kogel              | 93 m ↓ Scharte zum Weißen Kogel               |
| 34   |      | Äußere Schwarze Schneid   | 3255 m ü. A. | Tirol 46° 56′ N, 10° 57′ O          | 2,2 km → Innere Schwarze Schneid   | 199 m ↓ Seiter Jöchl                          |
| 35   |      | Brunnenkarkopf            | 3246 m ü. A. | Tirol 46° 55′ N, 10° 51′ O          | 0,9 km → Hinterer Brunnenkogel     | ca. 75 m ↓ Scharte zum Ht. Brunnenkogel       |
| 36   |      | unbenannter Gipfel WK3    | 3240 m ü. A. | Tirol/Südtirol 46° 47′ N, 10° 46′ O | 1,2 km → Im hintern Eis            | ca. 80 m ↓ Scharte zum Im hintern Eis         |
| 37   |      | Vordere Karlesspitze      | 3230 m ü. A. | Tirol/Südtirol 46° 51′ N, 10° 42′ O | 1,1 km → Weißseespitze             | 129 m ↓ Falginjoch                            |
| 38   |      | Teufelsegg                | 3227 m ü. A. | Tirol/Südtirol 46° 47′ N, 10° 46′ O | 0,5 km → Unbenannter Gipfel WK3    | ca. 65 m ↓ Scharte zum unb. Gipfel WK3        |
| 39   |      | unbenannter Gipfel WK4    | 3224 m ü. A. | Tirol 46° 56′ N, 10° 57′ O          | 0,6 km → Äußere Schwarze Schneid   | ca. 70 m ↓ Scharte zur Äuß. Schw. Schneid     |
| 40   |      | unbenannter Gipfel WK5    | 3210 m ü. A. | Tirol 46° 54′ N, 10° 55′ O          | 1,0 km → Mutkogel                  | ca. 105 m ↓ Scharte zum Mutkogel              |
| 41   |      | Schmied                   | 3207 m ü. A. | Südtirol 46° 50′ N, 10° 43′ O       | 0,3 km → Weißseespitze             | ca. 95 m ↓ Scharte zur Weißseespitze          |
| 42   |      | Pitztaler Urkund          | 3197 m ü. A. | Tirol 46° 54′ N, 10° 49′ O          | 0,7 km → Hochvernagtwand           | 164 m ↓ Urkundsattel                          |
| 43   |      | unbenannter Gipfel WK6    | 3172 m ü. A. | Tirol 46° 55′ N, 10° 55′ O          | 0,4 km → unbenannter Gipfel WK5    | ca. 65 m ↓ Scharte zum unb. Gipfel WK5        |
| 44   |      | Hintere Karlesspitze      | 3160 m ü. A. | Tirol/Südtirol 46° 51′ N, 10° 42′ O | 0,5 km → Vordere Karlesspitze      | ca. 60 m ↓ Scharte zur Vd. Karlesspitze       |
| 45   |      | Mittagskogel              | 3159 m ü. A. | Tirol 46° 56′ N, 10° 52′ O          | 0,9 km → Mitterkamm                | ca. 100 m ↓ Scharte zum Mitterkamm            |
| 46   |      | unbenannter Gipfel WK7    | ca. 3150 m   | Tirol 46° 54′ N, 10° 55′ O          | 0,4 km → unbenannter Gipfel WK5    | ca. 75 m ↓ Scharte zum unb. Gipfel WK5        |
| 47   |      | Guslarspitze              | 3147 m ü. A. | Tirol 46° 50′ N, 10° 49′ O          | 0,7 km → Kesselwandspitze          | ca. 80 m ↓ Scharte zur Kesselwandspitze       |
| 48   |      | Wiesejaggl                | 3127 m ü. A. | Tirol/Südtirol 46° 52′ N, 10° 42′ O | 0,5 km → Hintere Karlesspitze      | ca. 80 m ↓ Scharte zur Ht. Karlesspitze       |
| 49   |      | Karleskogel               | 3106 m ü. A. | Tirol 46° 56′ N, 10° 55′ O          | 1,0 km → Innere Schwarze Schneid   | 116 m ↓ Rettenbachjoch                        |
| 50   |      | Gaislachkogel             | 3056 m ü. A. | Tirol 46° 57′ N, 10° 58′ O          | 0,7 km → Äußere Schwarze Schneid   | ca. 125 m ↓ Scharte zur Äuß. Schw. Schneid    |

Weitere Dreitausender (mit weniger als 50 Metern Schartenhöhe):
- Ötztaler Urkund 3554 m
- Schuchtkogel 3471 m
- Südliche Sexegertenspitze 3424 m
- Dahmannspitze 3397 m
- Zinne 3378 m
- Zahn 3377 m
- Taufkarkogel 3362 m
- Taschachwand 3354 m
- Vernagl 3352 m
- Mitterkopf 3344 m
- Im hintern Eis 3270 m
- Mutspitze 3257 m
- Mitterkamm 3219 m
- Egg 3219 m
- Wannetspitze 3100 m
- Urkundkolm 3134 m
- Schwarzkögele 3079 m
- Grabkogel 3054 m
- Wildes Mannle 3023 m
- Oberer Rofenberg 3010 m